# .jm
.jm је највиши Интернет домен државних кодова (ccTLD) за Јамајку.